# Xiushui

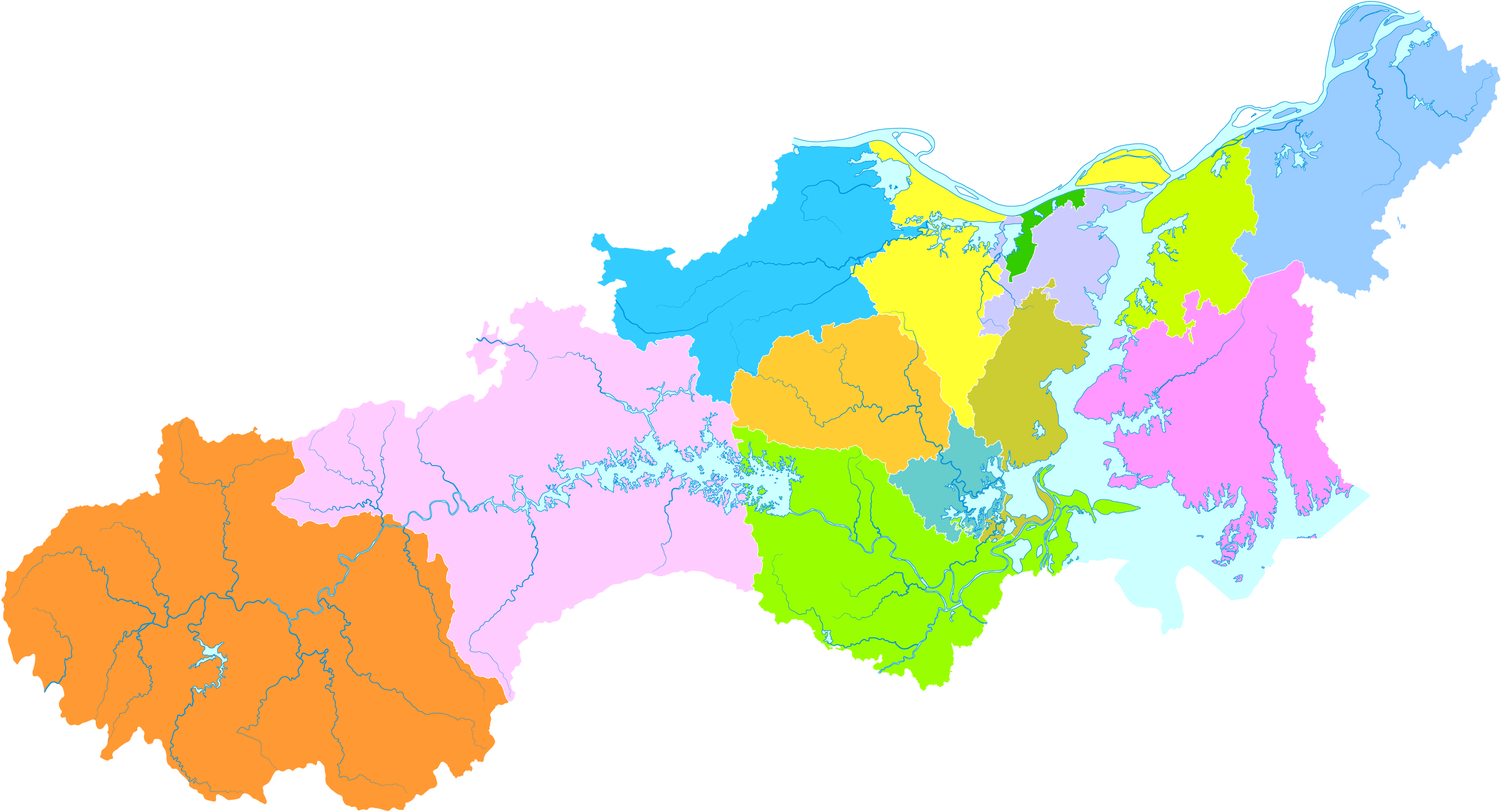
Lage von Xiushui auf dem Gebiet der Stadt Jiujiang

Der Kreis Xiushui (chinesisch 修水县, Pinyin Xiūshuǐ Xiàn) ist ein Kreis der bezirksfreien Stadt Jiujiang in der südchinesischen Provinz Jiangxi. Er hat eine Fläche von 4.502 km² und zählt 739.986 Einwohner (Stand: Zensus 2010). Sein Hauptort ist die Großgemeinde Yining (义宁镇). Durch den Kreis fließt der gleichnamige Fluss.